# Los Cortijos
Los Cortijos ist eine Gemeinde mit 847 Einwohnern (Stand: 2024) in der spanischen Provinz Ciudad Real der Autonomen Region Kastilien-La Mancha. Die Gemeinde besteht neben dem Hauptort Los Cortijos aus den Ortschaften Cortijos de Abajo und Cortijos de Arriba.

## Lage
Los Cortijos befindet sich etwa 48 Kilometer nordnordwestlich von Ciudad Real in einer Höhe von ca. 775 m. 

## Bevölkerungsentwicklung
| Jahr      | 1970 | 1981 | 1991 | 2001 | 2011 | 2021 |
| Einwohner | 1441 | 1264 | 1078 | 1012 | 972  | 879  |

## Sehenswürdigkeiten

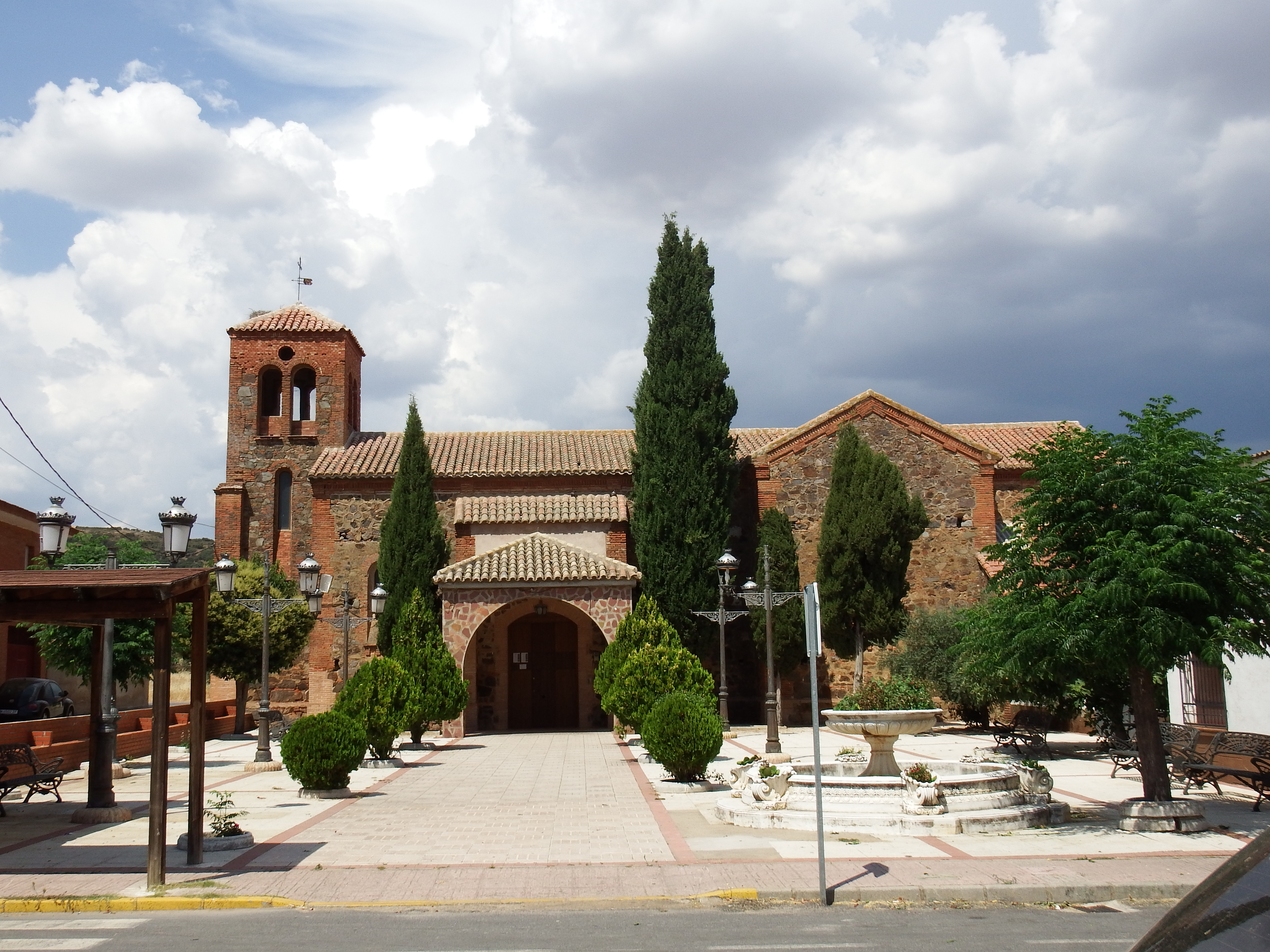
Marienkirche in Cortijos de Abajo
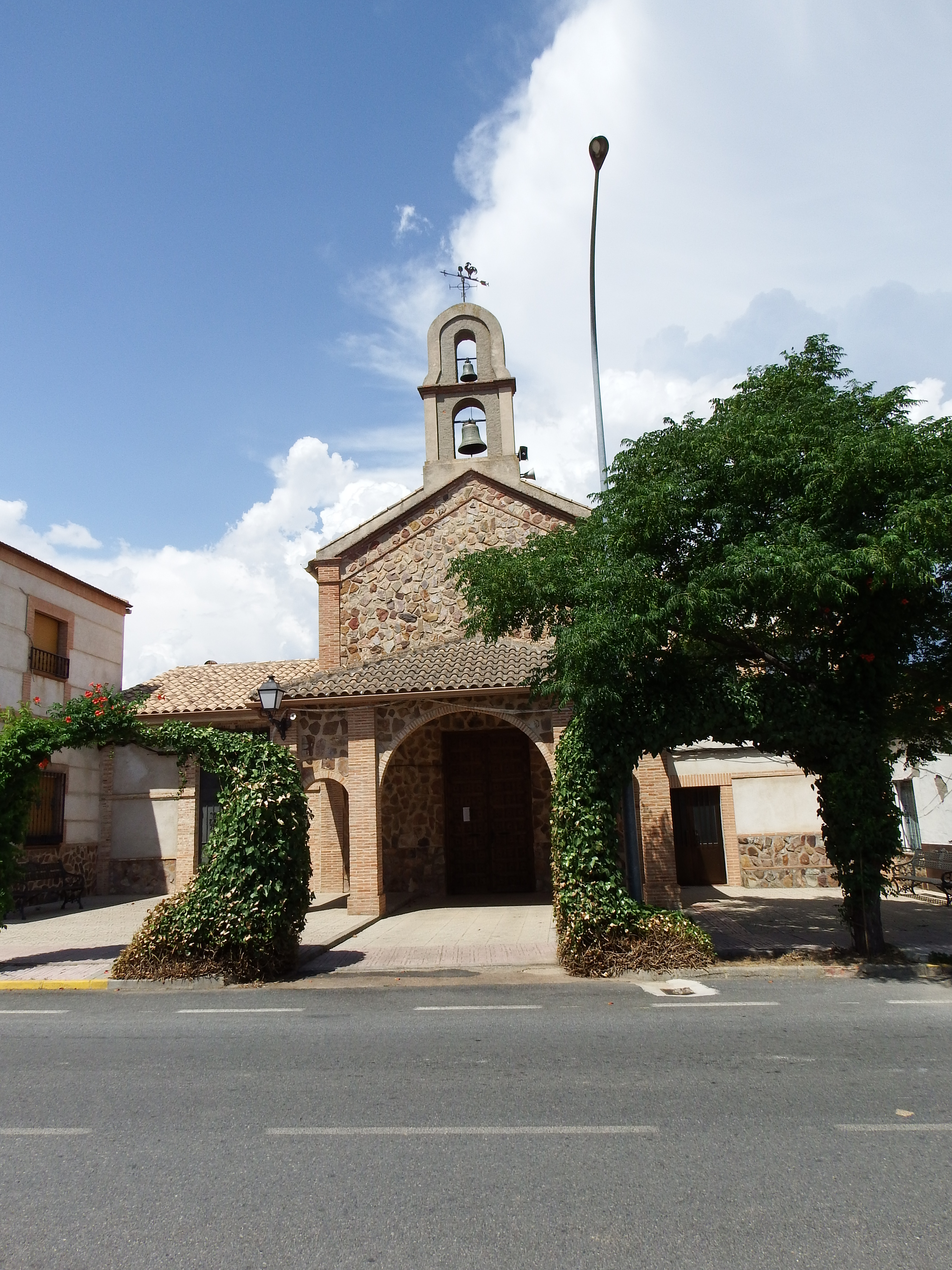
Marienkirche in Cortijos de Arriba
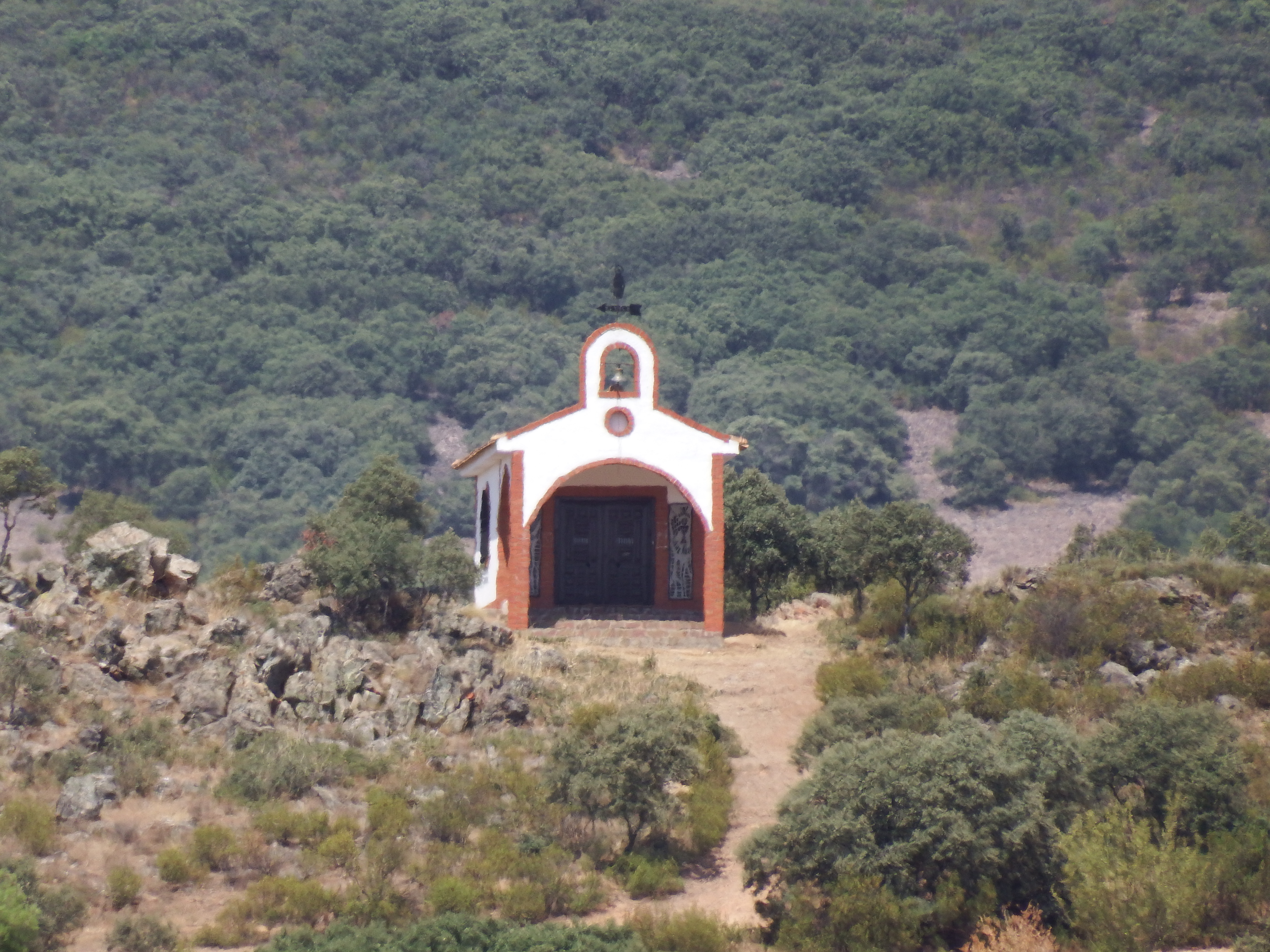
Kapelle
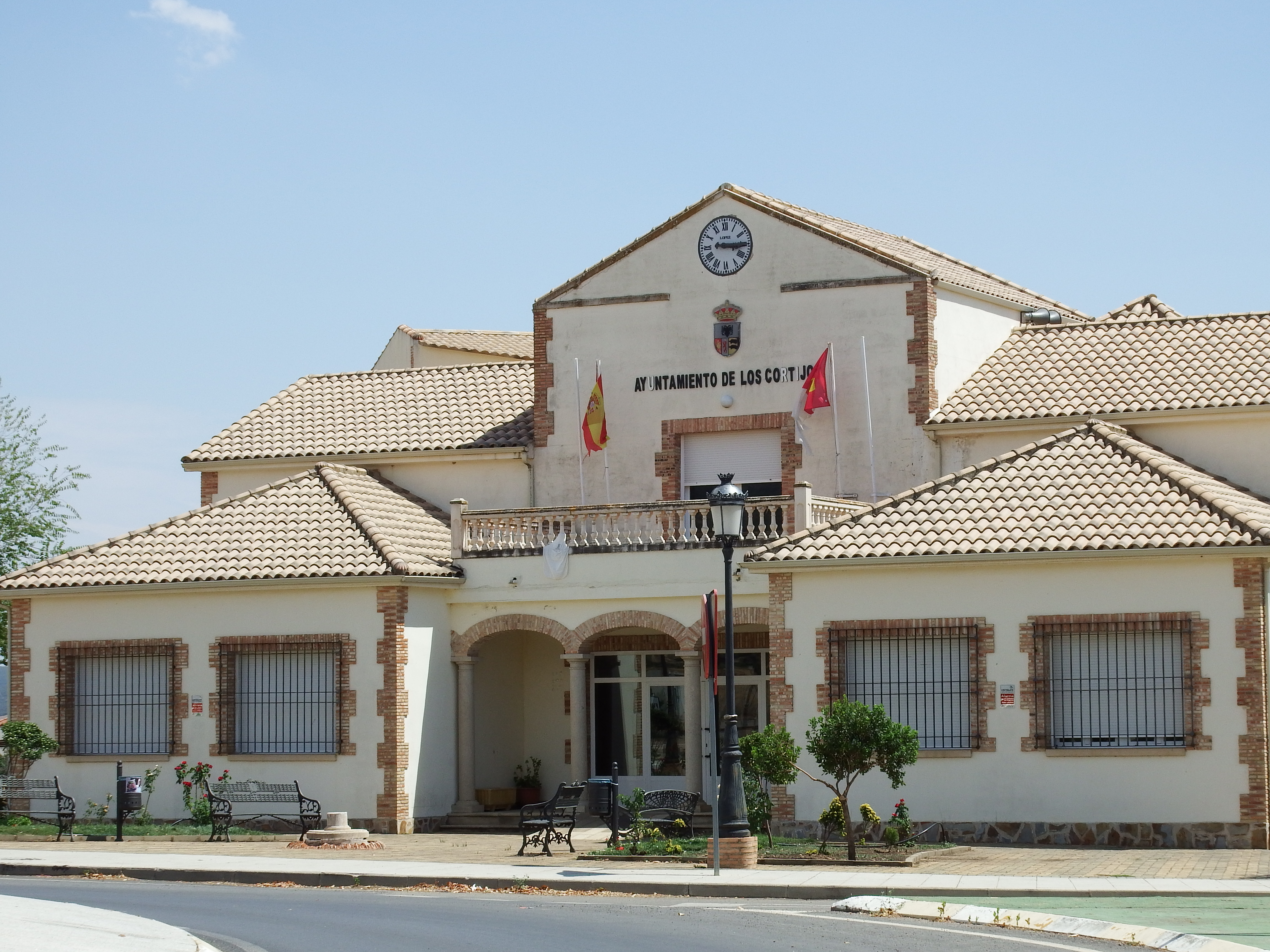
Rathaus

- Marienkirche in Cortijos de Abajo
- Marienkirche in Cortijos de Arriba
- Kapelle
- Rathaus